# Frankie Fouganthin
Frankie Fouganthin, född 10 augusti 1953 i Alingsås landsförsamling, är en svensk entreprenör, adjunkt, journalist och fotograf. 
Fouganthin var medgrundare av, delägare i och projektledare för resetidningen  Vagabond från starten på 1980-talet in på 2000-talet.
År 2025 tilldelades Fouganthin Wikimedia-priset med motiveringen: "FrankieF har bidragit med tusentals högkvalitativa bilder till Wikimedia Commons. Vid politiska händelser, filmpremiärer, idrottsevenemang med mera är FrankieF på plats med sin kamera och dokumenterar och släpper sedan bilderna fria för användning. Antalet människor som sett hans illustrationer i Wikipediaartiklar och andra ställen går nog inte att överskatta."